# Ezequiel Cerutti
Ezequiel Osvaldo Cerutti (Junín, Buenos Aires, Argentina; 17 de enero de 1992) es un futbolista argentino que se desempeña como extremo. Actualmente milita en San Lorenzo, de la Primera División de Argentina.

## Trayectoria

### Comienzos
El "Pocho" comenzó a jugar en Sarmiento a los 7 años. Además estuvo en B.A.P. donde debutó en Primera e integró la lista de buena fe del Argentino C. Sólo estuvo 3 meses en el Ferroviario cuando tenía 15 años, adonde fue a préstamo. Cuando volvió a Sarmiento, estuvo unos meses jugando con su categoría hasta que le comunicaron que se iba de pretemporada con el plantel profesional.

### Sarmiento de Junín
El 5 de noviembre de 2009, con tan solo 17 años, debutó en el primer equipo del club frente a Acassuso en Junín, un partido que Sarmiento empató 2 a 2. Su primer gol oficial fue el 24 de agosto de 2010, en donde pondría en ventaja al equipo de Junín en un partido que terminaría empatado en 1 frente a Atlanta.
El 19 de mayo de 2012, tras ganarle 3 a 0 a Colegiales, consiguió el ascenso a la Primera B Nacional. Su primer partido en el Nacional B, fue el 11 de agosto de 2012 en una victoria 1 a 0 frente a Rosario Central en la primera fecha del torneo. El 6 de octubre de 2012, marcaría sus primeros dos goles en la Segunda División, en una goleada por 4-0 a Atlético Tucumán.

### Club Olimpo
El 21 de junio de 2013, se oficializa su traspaso al Club Olimpo por un total de 250.000 dólares por el 50% de su pase.
Su debut oficial en Primera División se dio el 4 de agosto de 2013 frente a San Lorenzo de Almagro, el encuentro terminó 2-1 a favor del conjunto de Boedo. El 21 de septiembre de 2013 marcó su primer gol en Primera División ante Belgrano de Córdoba en el empate 1-1 del equipo Bahiense. El 13 de octubre, marcó un gol frente a Vélez en el Estadio José Amalfitani para la victoria del Aurinegro 2-1 ante el Fortín. El 10 de marzo de 2014, le marcó un gol a Newell's en la victoria por 1-0 del equipo Bahiense por la séptima fecha del Torneo Final.

### Estudiantes LP
El 30 de julio de 2014, Estudiantes de La Plata adquiere el 50% de su ficha por 1.500.000 de dólares.
En el Estadio Único de La Plata, el 6 de septiembre de 2014 le marca un gol a Belgrano de Córdoba a los 43 minutos del segundo tiempo. Este sería su primer tanto con la camiseta de Estudiantes de la Plata. El 9 de noviembre, tras un bombazo al ángulo, le daría la victoria por 1-0 frente a Rosario Central. El 1 de marzo de 2015, marcaría un gol en el clásico frente a Gimnasia de La Plata en la victoria del Pincha por 3-1. El 23 de agosto marcaría un gran gol desde afuera del área, en la victoria 2 a 1 frente a River Plate. El 4 de diciembre marcaría su último gol con la camiseta Pincharrata en una goleada por 4-0, justamente ante su exequipo, Olimpo de Bahía Blanca.
A finales de 2015, se rumoreaban grandes esperanzas para emigrar al fútbol mexicano, era pretendido desde Pumas de la UNAM como también de Atlas.

### San Lorenzo de Almagro

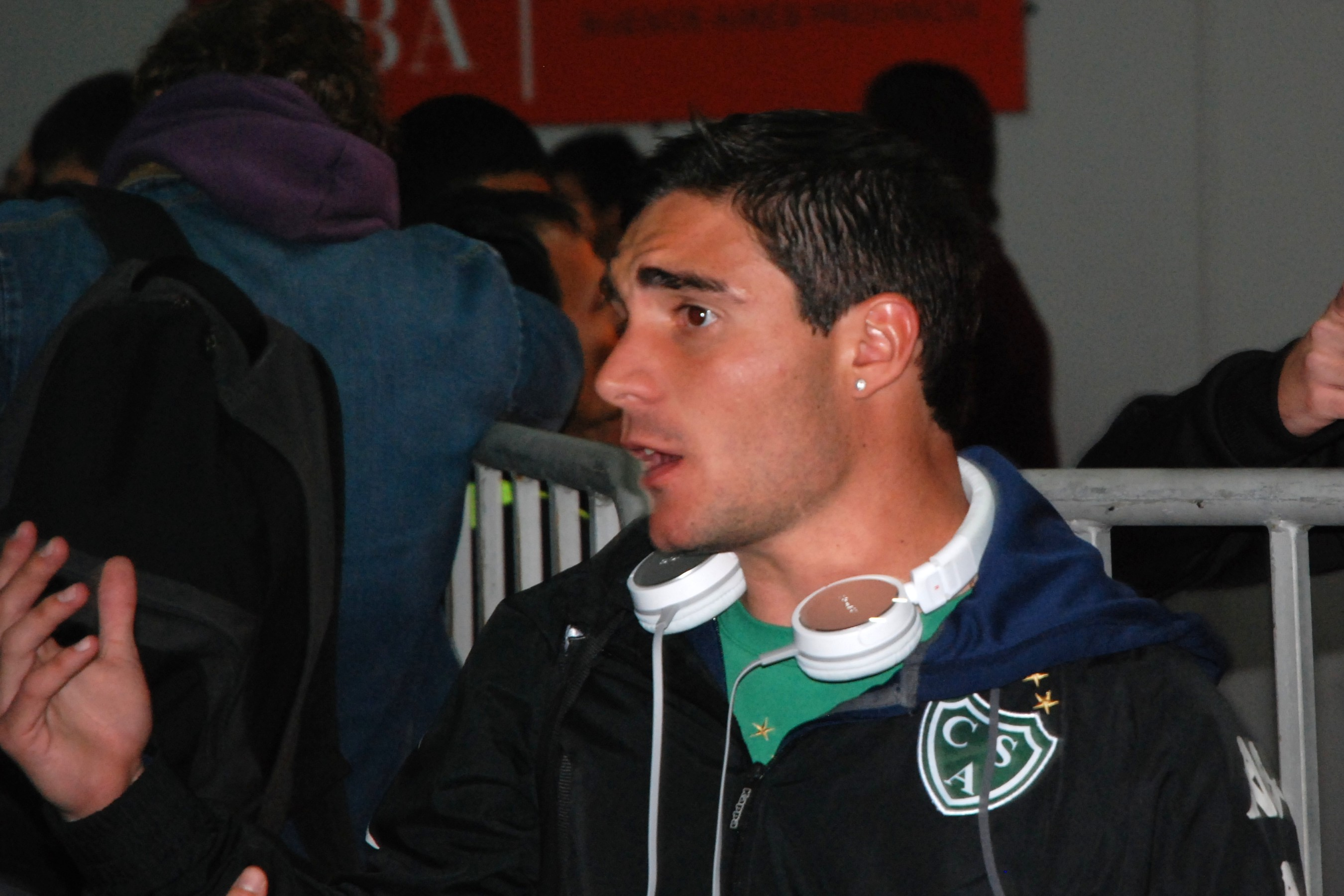
Ezequiel Cerutti durante una cena de la filial del Club Sarmiento en La Plata.

Tras rumores de emigrar al fútbol mexicano, el 21 de enero de 2016, San Lorenzo de Almagro se haría con el 80% de su pase por 3.100.000 dólares, firmando un contrato por 4 años. El 29 de enero se hizo oficial su arribo al club de Boedo, ya que tras un conflicto que se inició por la intervención de la AFIP, que determinó que San Lorenzo debía pagarle a Estudiantes de La Plata por la transferencia, las otras partes involucradas (Olimpo y un grupo empresarial), no se ponían de acuerdo en cuanto a impuestos, forma y plazos de abono.
El 6 de febrero de 2016, hace su debut oficial en San Lorenzo en un empate 2 a 2 frente a Patronato en Entre Ríos. Cuatro días después, enfrentó a Boca Juniors por la Supercopa Argentina, en el cual, el conjunto de Boedo golearía a Boca por 4-0 con una aceptable actuación de Cerutti y de todo el equipo, dándole así, su primer título con el club.
El 3 de abril, marcaría su primer tanto con la camiseta azulgrana en la victoria por 3 a 2 frente a Belgrano de Córdoba.

### Al-Hilal
Luego de su paso por San Lorenzo de Almagro, en febrero de 2018 fue trasferido al Al-Hilal árabe por U$S4.500.000 por el 70% del pase.

### Independiente
Luego de un corto paso por el Al Hilal de Arabia Saudita, llegó a Independiente a préstamo por un año con un cargo de U$S 500.000 y opción de compra a un año por U$S 4.500.000.

### Coritiba
A inicios de 2020, fue a préstamo al Coritiba brasilero.

### San Lorenzo de Almagro
En julio de 2021, al finalizar su préstamo en el club brasilero regresó a San Lorenzo.

## Estadísticas

### Clubes
Actualizado hasta su último partido disputado el 25 de mayo de 2025.
| Club                                | Div.          | Temporada     | Liga  | Liga  | Liga   | Copas nacionales | Copas nacionales | Copas nacionales | Torneos internacionales | Torneos internacionales | Torneos internacionales | Total | Total | Total  |
| Club                                | Div.          | Temporada     | Part. | Goles | Asist. | Part.            | Goles            | Asist.           | Part.                   | Goles                   | Asist.                  | Part. | Goles | Asist. |
| ----------------------------------- | ------------- | ------------- | ----- | ----- | ------ | ---------------- | ---------------- | ---------------- | ----------------------- | ----------------------- | ----------------------- | ----- | ----- | ------ |
| Sarmiento de Junín Argentina        | 3.ª           | 2009-10       | 8     | 0     | 0      | —                | —                | —                | —                       | —                       | —                       | 8     | 0     | 0      |
| Sarmiento de Junín Argentina        | 3.ª           | 2010-11       | 36    | 2     | ?      | —                | —                | —                | —                       | —                       | —                       | 36    | 2     | ?      |
| Sarmiento de Junín Argentina        | 3.ª           | 2011-12       | 23    | 1     | ?      | 3                | 0                | 0                | —                       | —                       | —                       | 26    | 1     | ?      |
| Sarmiento de Junín Argentina        | 2.ª           | 2012-13       | 32    | 4     | 4      | —                | —                | —                | —                       | —                       | —                       | 32    | 4     | 4      |
| Sarmiento de Junín Argentina        | Total club    | Total club    | 99    | 7     | 4      | 3                | 0                | 0                | 0                       | 0                       | 0                       | 102   | 7     | 4      |
| Club Olimpo Argentina               | 1.ª           | 2013-14       | 37    | 3     | 6      | 1                | 0                | 0                | —                       | —                       | —                       | 38    | 3     | 6      |
| Club Olimpo Argentina               | Total club    | Total club    | 37    | 3     | 6      | 1                | 0                | 0                | 0                       | 0                       | 0                       | 38    | 3     | 6      |
| Estudiantes de La Plata Argentina   | 1.ª           | 2014          | 16    | 2     | 1      | 2                | 2                | 0                | 6                       | 0                       | 0                       | 24    | 4     | 1      |
| Estudiantes de La Plata Argentina   | 1.ª           | 2015          | 29    | 4     | 7      | 4                | 0                | 2                | 9                       | 0                       | 3                       | 42    | 4     | 12     |
| Estudiantes de La Plata Argentina   | Total club    | Total club    | 45    | 6     | 8      | 6                | 2                | 2                | 15                      | 0                       | 3                       | 66    | 8     | 13     |
| C. A. San Lorenzo Argentina         | 1.ª           | 2016          | 16    | 1     | 4      | 1                | 0                | 0                | 5                       | 0                       | 0                       | 22    | 1     | 4      |
| C. A. San Lorenzo Argentina         | 1.ª           | 2016-17       | 24    | 1     | 2      | 3                | 0                | 0                | 11                      | 0                       | 1                       | 38    | 1     | 3      |
| C. A. San Lorenzo Argentina         | 1.ª           | 2017-18       | 9     | 5     | 0      | 1                | 0                | 0                | 4                       | 0                       | 0                       | 14    | 5     | 0      |
| C. A. San Lorenzo Argentina         | 1.ª           | 2019-20       | 4     | 0     | 1      | —                | —                | —                | 2                       | 0                       | 0                       | 6     | 0     | 1      |
| Al-Hilal Saudi F. C. Arabia Saudita | 1.ª           | 2017-18       | 8     | 1     | 3      | —                | —                | —                | 4                       | 0                       | 0                       | 12    | 1     | 3      |
| Al-Hilal Saudi F. C. Arabia Saudita | Total club    | Total club    | 8     | 1     | 3      | 0                | 0                | 0                | 4                       | 0                       | 0                       | 12    | 1     | 3      |
| C. A. Independiente Argentina       | 1.ª           | 2018-19       | 14    | 0     | 0      | 1                | 0                | 0                | 4                       | 0                       | 0                       | 19    | 0     | 0      |
| C. A. Independiente Argentina       | Total club    | Total club    | 14    | 0     | 0      | 1                | 0                | 0                | 4                       | 0                       | 0                       | 19    | 0     | 0      |
| Coritiba F. B. C. · Brasil          | 1.ª           | 2020          | 7     | 0     | 0      | —                | —                | —                | —                       | —                       | —                       | 7     | 0     | 0      |
| Coritiba F. B. C. · Brasil          | 2.ª           | 2021          | —     | —     | —      | 7                | 2                | 0                | —                       | —                       | —                       | 7     | 2     | 0      |
| Coritiba F. B. C. · Brasil          | Total club    | Total club    | 7     | 0     | 0      | 7                | 2                | 0                | 0                       | 0                       | 0                       | 14    | 2     | 0      |
| C. A. San Lorenzo Argentina         | 1.ª           | 2021          | 11    | 0     | 2      | —                | —                | —                | —                       | —                       | —                       | 11    | 0     | 2      |
| C. A. San Lorenzo Argentina         | 1.ª           | 2022          | 24    | 2     | 4      | 12               | 1                | 2                | —                       | —                       | —                       | 36    | 3     | 6      |
| C. A. San Lorenzo Argentina         | 1.ª           | 2023          | 15    | 0     | 0      | 1                | 0                | 0                | 3                       | 0                       | 0                       | 19    | 0     | 0      |
| C. A. San Lorenzo Argentina         | 1.ª           | 2024          | 17    | 1     | 2      | 4                | 0                | 0                | 2                       | 0                       | 0                       | 23    | 1     | 2      |
| C. A. San Lorenzo Argentina         | 1.ª           | 2025          | 15    | 1     | 2      | 1                | 0                | 0                | —                       | —                       | —                       | 16    | 1     | 2      |
| C. A. San Lorenzo Argentina         | Total club    | Total club    | 135   | 11    | 17     | 23               | 1                | 2                | 27                      | 0                       | 1                       | 185   | 12    | 20     |
| Total carrera                       | Total carrera | Total carrera | 345   | 28    | 38     | 41               | 5                | 4                | 50                      | 0                       | 4                       | 436   | 33    | 46     |
| 1. 2.                               |               |               |       |       |        |                  |                  |                  |                         |                         |                         |       |       |        |

## Palmarés

### Campeonatos nacionales
| Título                 | Club                   | País           | Año     |
| ---------------------- | ---------------------- | -------------- | ------- |
| Primera B              | Sarmiento de Junín     | Argentina      | 2011-12 |
| Supercopa Argentina    | San Lorenzo de Almagro | Argentina      | 2015    |
| Liga Profesional Saudí | Al-Hilal Saudi F. C.   | Arabia Saudita | 2017-18 |

### Campeonatos internacionales
| Título                     | Club                | Sede  | Año  |
| -------------------------- | ------------------- | ----- | ---- |
| Copa J.League-Sudamericana | C. A. Independiente | Osaka | 2018 |